# أبابيل (صاروخ)
صاروخ أبابيل (بالأردية: أبابيل) هو صاروخ باليستي متوسط المدى باكستاني من نوع مركبة إعادة الدخول القابلة للتهديف المستقل المتعدد، وهو أول الصواريخ الباكستانية التي تحمل هذه الميزة. يمكن للصاروخ حمل رؤوس تقليدية أو نووية ويصل مداه إلى 2200 كلم.
أجرت وزارة الدفاع الباكستانية أول اختبار علني للصاروخ في 24 يناير 2017. وفي 18 أكتوبر 2023، أجري اختبار ثان ناجح في منطقة صحراوية غرب باكستان.